# اولگا اسپانداریان
اولگا اسپانداریان (ارمنی: Օլգա Վյաչեսլավովնա Սպանդարյան (Օլգա Ադամովիչ؛  زادهٔ ۱۹ ژوئن ۱۸۷۹ - درگذشته ۷ اوت ۱۹۷۱) انقلابی، روزنامه‌نگار اهل ارمنستان بود.

## زندگی‌نامه
وی در ۱۹ ژوئن ۱۸۷۹ در مخاچ‌قلعه به دنیا آمد . همچنین برندهٔ جوایزی همچون نشان پرچم سرخ کار، نشان لنین و نشان برجسته افتخار شده است. وی در ۷ اوت ۱۹۷۱ در سن ۹۲ سالگی در مسکو درگذشت.